# Dreizehen-Zwergspringmäuse
Dreizehen-Zwergspringmäuse (Salpingotus) sind eine Gattung der Springmäuse mit fünf Arten, die in Zentralasien vorkommen. Dort halten sie sich in sandigen Wüsten mit vereinzelten Gewächsen auf.
Diese Nagetiere erreichen eine Kopf-Rumpf-Länge von 4 bis 6 cm und eine Schwanzlänge von 9 bis 12 cm. Kennzeichnend sind drei Zehen an den 2 bis 2,5 cm langen Füßen der hinteren Gliedmaßen. Die Sohlen sind mit Haarbüscheln bedeckt. Bei einigen Arten ist der Schwanz verdickt. Weiterhin besitzen Salpingotus kozlovi und Salpingotus heptneri eine Quaste am Schwanzende. Im Gegensatz zu verschiedenen anderen Springmäusen besitzen Dreizehen-Zwergspringmäuse einen oberen Prämolar in jeder Kieferhälfte. Das Fell ist am Rücken hellbraun bis sandfarben und am Bauch hellgelb.
Die Lebensweise der Tiere ist noch recht unerforscht und hauptsächlich für die Dickschwanz-Dreizehenzwergspringmaus (Salpingotus crassicauda) bekannt. Sie graben Tunnel, die bis 3 m lang sein können. Als Nahrung dienen Kleintiere und verschiedene Pflanzenteile. Weibchen können sich zweimal im Jahr paaren. Pro Wurf werden durchschnittlich 2,7 Jungtiere geboren.
Wilson & Reeder (2005) listen fünf Arten zur Gattung.
- Dickschwanz-Dreizehenzwergspringmaus (Salpingotus crassicauda), südliche Mongolei, nördliches China und östliches Kasachstan.
- Heptner-Dreizehenzwergspringmaus (Salpingotus heptneri), Usbekistan und Kasachstan.
- Kozlov-Dreizehenzwergspringmaus (Salpingotus kozlovi), Mongolei und China.
- Blasse Dreizehenzwergspringmaus (Salpingotus pallidus), Kasachstan im Bereich des Aralsees.
- Salpingotus thomasi, Afghanistan und Tibet.

Ältere Werke rechnen auch die Belutschistan-Zwergspringmaus (Salpingotulus michaelis) zu den Dreizehen-Zwergspringmäusen, die heute meist in ihrer eigenen Gattung steht.
Aufgrund der unzureichenden Erforschung dieser Tiere werden fast alle Arten von der IUCN mit „keine ausreichenden Daten“ (Data Deficient) gelistet, nur Salpingotus kozlovi gilt als „nicht gefährdet“ (Least Concern).

## Referenzliteratur
- Ronald M. Nowak: Walker's Mammals of the World. 2 Bände. 6. Auflage. Johns Hopkins University Press, Baltimore MD u. a. 1999, ISBN 0-8018-5789-9.